# Notictis ortizi
Notictis ortizi és una espècie de marsupial sud-americà extint que visqué durant el Miocè superior. Se n'han trobat restes fòssils a l'Argentina.